# Giorgio Federico Ghedini
Giorgio Federico Ghedini (11 juillet 1892 à Coni - 25 mars 1965 à Nervi) est un compositeur italien.

## Biographie
Après avoir étudié l'orgue, le piano et le violoncelle au  conservatoire Giuseppe-Verdi de Turin, il a obtenu son diplôme en composition au conservatoire Giovanni Battista Martini de Bologne sous la direction de Marco Enrico Bossi en 1911. Il entame une carrière comme chef d'orchestre, mais bientôt il se consacre principalement à la composition et l'enseignement. Il a été professeur de composition au conservatoire de Turin de 1918 à 1937, au conservatoire de Parme, de 1937 à 1941, pour ensuite s'installer au conservatoire Giuseppe-Verdi de Milan, dont il fut directeur de 1951 à 1962. Dans le cadre de cette longue activité d'enseignement il a eu parmi ses élèves Marcello et Claudio Abbado, Luciano Berio, Niccolò Castiglioni, Fiorenzo Carpi, Carlo Pinelli et Liliana Renzi.
Auteur prolifique, Ghedini a travaillé sans relâche jusqu'à sa mort, en 1965, à Nervi. Le conservatoire de Cuneo porte son nom.

## Œuvres

### Piano
- Mazurka (1908)
- 29 Canoni (1909-1910)
- Tema con variazioni sulla parola « Fede » (1911)
- La ballerina del circo equestre che danza sulla corda (1912)
- Minuetto del galletto nano (1912)
- Gavotta (1912)
- Sonatine en ré majeur (1913)
- Nove pezzi (1913-1914)
- Minuetto-caricatura (1916)
- Puerilia, 4 piccoli pezzi sulle 5 note (1922)
- Sonate en la bémol majeur (1922)
- Fantasia (1927)
- Divertimento contrappuntistico (1940)
- Capriccio (1943)
- Ricercare super Sicut cervus desiderat ad fontes aquarum (Psaume XLI) (1956)
- Allegretto (1957)

### Orchestre
- Concerto dell'albatro (1943)
- Concerto pour violin et orchestre à cordes, dit Il belprato
- Concerto pour alto, viole d'amour et orchestre à cordes
- Architetture (Architectures) – Concerto pour orchestre (1939-1940), en 7 mouvements
- Contrappunti (Contrepoints) (1960-1961)
- Marinaresca e baccanale (Marine et Bacchanale) (1933)
- L'olmeneta, concerto pour deux violoncelles et orchestre (1951)

### Opéras
- Gringoire, opéra en un acte (1915), d'après Théo de Barville
- L'intrusa, opéra en un acte (1921) d'après Maeterlinck
- Maria d'Alessandria, opéra en 3 actes et 4 tableaux (1936), première en 1937 à Bergame
- Re Hassan, opéra en 3 actes (1937-38, première en 1939 à La Fenice)
- Ifigenia in Tauride, d'après Euripide (1938, à Sabratha, Tripoli)
- La Pulce d'oro, opéra en un acte, 3 tableaux (1940, Teatro Carlo Felice à Gênes)
- Le Baccanti, prologue d'opéra en 3 actes et 5 tableaux (1948), d'après Euripide, à la Scala en 1949)
- Billy Budd, opéra en un acte (1949)
- Medea, musique de scène (1949)
- I persiani, musique de scène (1950) d'après Eschyle à Syracuse
- Lord Inferno, comédie harmonique en un acte (1952) d'après M. Beerbohm
- Girotondo (1959)
- La via della croce (1961)

## Discographie
- L'Œuvre pour piano - Massimo Giuseppe Bianchi, piano (12-14 août 2009 / 1-4 avril 2010, 2CD Naxos 8.572329 et 8.572330) (OCLC 767879465 et 694397746)
- Concerto dell'albatro (1943) - Mischa Mischakoff, violon ; Frank Miller, violoncelle ; Artur Balsam, piano ; Ben Grauer, narrateur ; NBC Symphony Orchestra, dir. Guido Cantelli (concert, Carnegie Hall 1951, Testament) (OCLC 56882470)